# 이용우 (화가)
이용우(李用雨, 1904년~1952년 11월 10일)은 대한민국의 화가이다. 자는 창윤(蒼潤), 호는 춘전(春田)·묵로(墨鷺)이며 서울 출신이다.

## 생애
1913년 안중식, 조석진의 문하에서 동양화를 배웠고 1914년부터 1918년까지 서화미술원 회원, 1919년 조선서화협회 회원을 역임했다. 1923년부터 1936년까지 조선미술전람회(선전, 鮮展)에 출품했는데 제2, 3, 4, 5, 6, 7, 14, 15회에서는 입선했으며 12, 13회전에서 특선했다. 1923년 동연사(同硯社) 동인회의 조직에 참가했으며 1946년 조선미술협회 회원, 1949년 문교부 예술위원 및 제1회 국전 심사위원을 역임하였다. 한국 전쟁 중이던 1952년 전주(全州)에서 사망했으며 그의 대표 작품으로  《산만협수 (山晩狹秀)》가 있다.